# Köttbullar

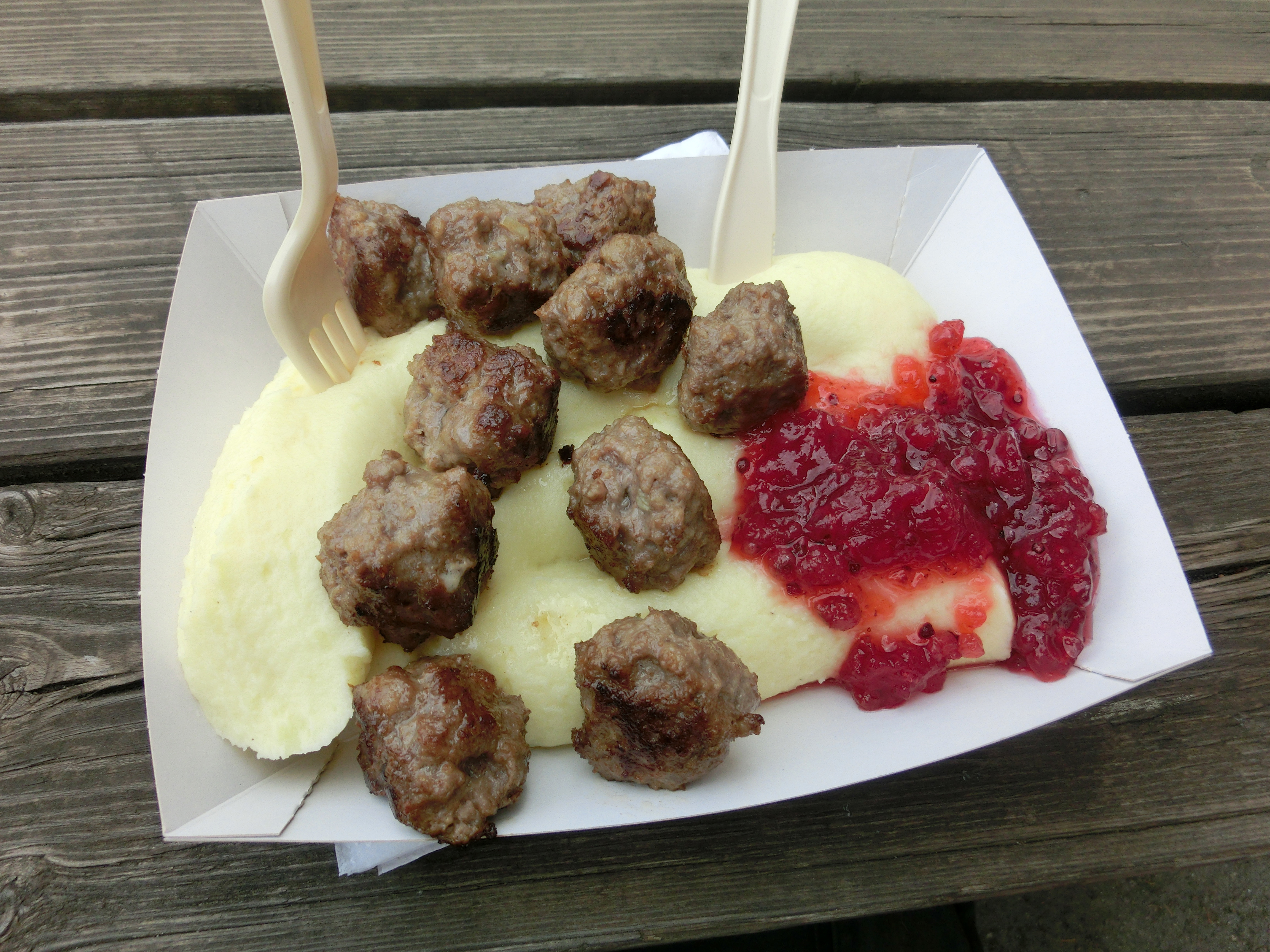
Un plat de köttbullar.

Les köttbullar (singulier, köttbulle ; français, « boulettes de viande ») sont une recette traditionnelle suédoise, également connue en Finlande.
Elles sont préparées à partir d'une ou plusieurs viandes hachées, puis malaxées avec des épices (piment de la Jamaïque, sel, oignons…), ainsi que de la panure, du lait et des œufs. Les boulettes de viande sont ensuite cuites au four ou à la poêle.
Ce plat se mange généralement accompagné de purée et de confiture d'airelles rouges (Vaccinium vitis-idaea).
Les kottbullar ont été popularisées à travers le monde grâce à l'enseigne suédoise Ikea.